# Абдель Рахім аль-Кіб
Абдель Рахім Абдул Хафіз аль-Кіб (араб. عبد الرحيم عبد الحفيظ الكيب; 2 березня 1950 — 21 квітня 2020) — прем'єр-міністр Лівії з 31 жовтня 2011 року. Вчений, автор винаходів в області електротехніки, бізнесмен. Працював у США і ОАЕ, з 2005 року — власник електротехнічної компанії International Company for Energy and Technology в Лівії, дослідник і практикуючий фахівець в галузі електроніки.

## Біографія
Абдель Рахім аль-Кіб народився в 1950 році в столиці Лівії Триполі в багатій родині, що походить з міста Сабрата, що за 70 км від Триполі. У 1973 році Аль-Кіб отримав диплом бакалавра з відзнакою в Університеті Триполі, в 1976 році — ступінь магістра в Університеті Південної Каліфорнії (англ. University of Southern California). У 1984 році захистив докторську дисертацію на тему «Планування ємнісної компенсації та розробка первинних розподільчих фідерів» (англ. Capacitive Compensation Planning and Operation for Primary Distribution Feeders) в Університеті штату Північна Кароліна (англ. North Carolina State University).
За розповідями одного з викладачів аль-Кіба, вже в 1980-х роках він докладав усіх зусиль, щоб уникнути повернення на батьківщину і навіть зустрічався зі своєю родиною в Марокко, а не в Лівії. У 1985 році Аль-Кіб влаштувався на роботу в Університет Алабами (англ. University of Alabama) на посаду помічника професора електротехніки, а з 1989 року по 2005 рік виступав рецензентом заявок, що подаються в американський Національний науковий фонд (англ. National Science Foundation). У 1996 році аль-Кіб став професором Університету Алабами.
У 1999—2001 роках аль-Кіб працював в Об'єднаних Арабських Еміратах, очолював відділення електротехніки, електроніки та комп'ютерної інженерії в Американському університеті Шарджа (англ. American University of Sharjah). У 2000—2001 роках виступив одним з організаторів і консультантів Студентського суспільства жінок-інженерів Шарджа, а в 2001—2007 роках входив до ради директорів Арабського фонду науки і техніки (англ. Arab Science and Technology Foundation).
У різні роки аль-Кіб був членом комісії з науки і техніки Ісламського банку розвитку — міжнародної фінансової організації, штаб-квартира якої базується в Джидді, Саудівська Аравія.
У 2005 році аль-Кіб заснував в Лівії власну компанію International Company for Energy and Technology і згодом згадувався в ЗМІ не лише як учений, а й як бізнесмен.

### Громадянська війна в Лівії
У лютому 2011 року почалося повстання проти режиму Муаммара Каддафі, яке незабаром переросло в громадянську війну. Противників Каддафі підтримали держави НАТО. Аль-Кіб брав участь у фінансуванні повстанського руху в Триполі. У серпні 2011 року сили повстанців взяли лівійську столицю, а аль-Кіб став одним з представників Триполі у створеній ще в лютому 2011 року Перехідній національній раді, яку очолив колишній міністр юстиції Мустафа Абдель Джаліль. У керівництві противників Каддафі аль-Кіб відповідав за питання комунікації та транспорту. У жовтні 2011 року сили повстанців взяли рідне місто Каддафі Сирт. Колишній лівійський лідер був убитий і 23 жовтня 2011 року Мустафа Абдель Джаліл оголосив про «звільнення Лівії». У зв'язку з настанням нового етапу реформ і необхідністю формування нового кабінету міністрів у відставку подав тимчасовий глава уряду повстанців Махмуд Джібріль (англ. Mahmoud Jibril). 31 жовтня 2011 новим прем'єр-міністром Лівії Перехідної ради обрано аль-Кіба. Під час першого туру голосування він отримав 26 голосів членів ради з п'ятдесяти одного.
26 листопада 2011 року проти аль-Кіба було скоєно замах. Абдель Рахім аль-Кіб з групою осіб був обстріляний невідомими в передмісті Триполі в той момент, коли вони входили в будівлю державної радіостанції. У результаті замаху прем'єр-міністр не постраждав, 2 члени його делегації були вбиті, 5 поранені.

## Наукова діяльність
Аль-Кіб працював деякий час в електротехнічній міжнародній організації Інститут інженерів з електротехніки та електроніки (англ. Institute of Electrical and Electronics Engineers; IEEE) і був у 1992—2000 роках помічником редактора видання IEEE Power Engineering Society Letters. Крім того, повідомлялося, що аль-Кіб обіймав посаду помічника редактора у виданні Всесвітньої академії і суспільства науки та інженерії (англ. World Science and Engineering Academy and Society; WSEAS) Transactions on Power Systems, входив до редакційно-видавничої ради Корейського інституту інженерів-електротехніків, товариства електроенергетики, а також до консультативної ради Міжнародного журналу інновацій в енергетичних системах та енергетиці (англ. International Journal of Innovations in Energy Systems and Power; IJESP).
З середини 2000-х років аль-Кіб займає посаду голови департаменту електротехніки в Інституті нафти (англ. Petroleum Institute) в Абу-Дабі, ОАЕ. У 2007—2009 роках в цьому інституті він очолював аспірантську програму.
Аль-Кіб — автор безлічі наукових статей з електроенергетики. Окремі його винаходи використовувалися деякими енергетичними компаніями в США.

## Родина
За відомостями середини 1980-х років, аль-Кіб одружений, дружина — Мавія.